# Fascia prestazionale
Nella progettazione architettonica la fascia prestazionale è l'individuazione dell'area o dei limiti entro cui collocare i più comuni apparecchi in uso (citofono, prese di corrente, telefono, etc) in un luogo chiuso (appartamento, hotel, ospedale) utile a tutta l'utenza reale.
Tale area si colloca a circa 1 m da terra.